# Egoisme
Egoisme er når man sætter sig selv og egne interesser før andre og deres interesser.[kilde mangler]